# Lapidarium w Siedlcach

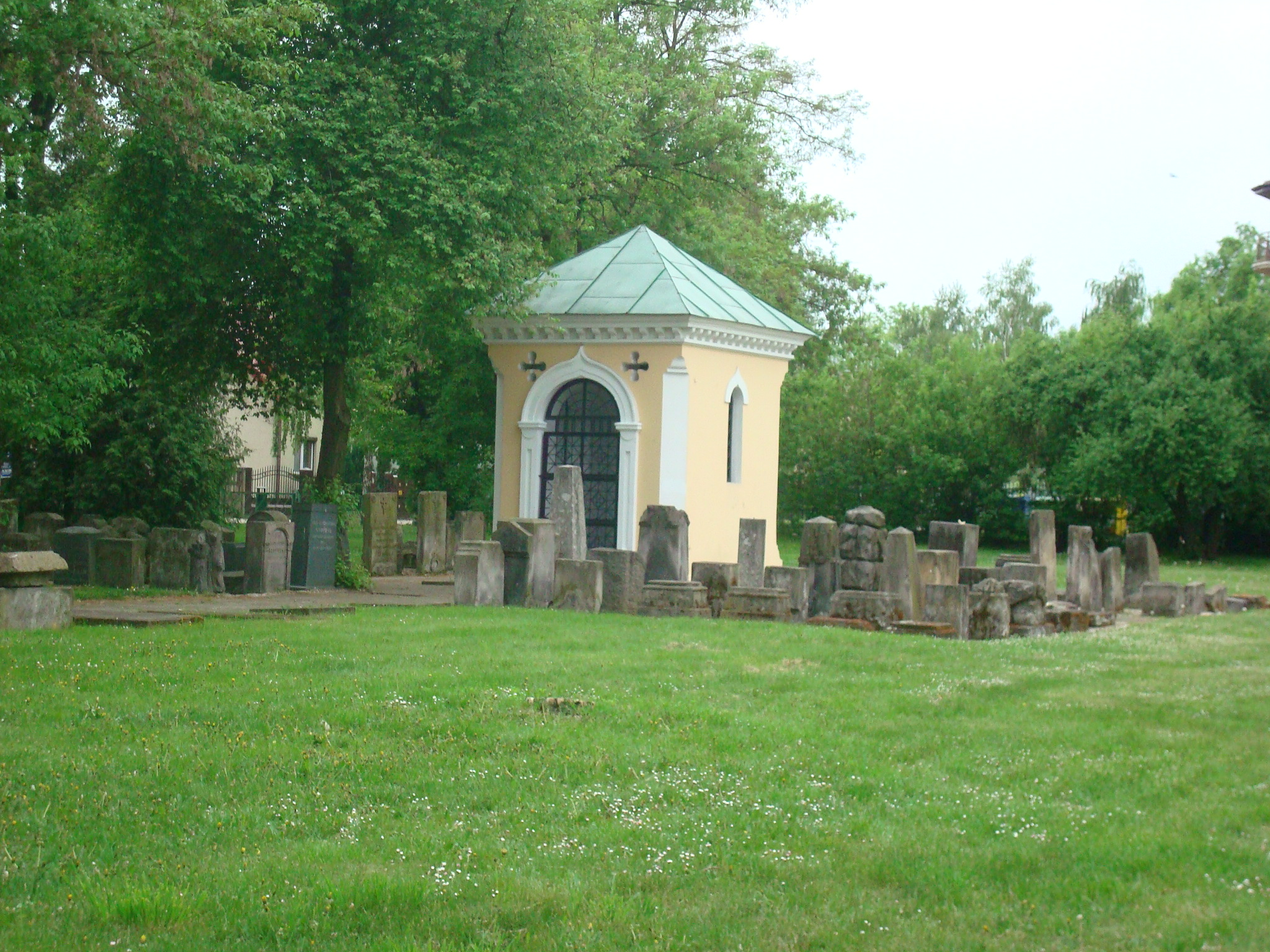
Lapidarium

Lapidarium w Siedlcach – klasycystyczna budowla, usytuowana na miejscu dawnego cmentarza katolickiego z XVIII wieku, z którego w późniejszym okresie wydzielono część prawosławną. Wraz ze zmianami urbanistycznymi miasta cmentarz zlikwidowano w latach 80. XX wieku. 
Cenniejsze nagrobki zgromadzono wokół kaplicy. 